# FK Sutjeska Foča
FK Sutjeska je nogometni klub iz Foče. Trenutačno se natječe u Prvoj ligi RS. 

## Povijest
Klub je osnovan 23. veljače 1946. U sezoni 1995./96. Sutjeska je bila prvak Druge nogometne lige RS u skupni Trebinje. Bila je prvak i u sezoni 2006./07., ali u skupini Jug.

## Vanjske poveznice
- Službene stranice kluba  Arhivirana inačica izvorne stranice od 20. veljače 2017. (Wayback Machine)